# Unidades atómicas
Las unidades atómicas (au) forman un sistema de unidades conveniente para la física atómica, electromagnetismo, mecánica y electrodinámica cuánticas, especialmente cuando nos interesamos en las propiedades de los electrones. Hay dos tipos diferentes de unidades atómicas, denominadas unidades atómicas de Hartree y unidades atómicas de Rydberg, que difieren en la elección de la unidad de masa y carga. En este artículo trataremos sobre las unidades atómicas de Hartree. En au, los valores numéricos de las siguientes seis constantes físicas se definen como la unidad:
- Dos propiedades del electrón, la masa y carga;
- Dos propiedades del átomo de hidrógeno, el radio de Bohr y el valor absoluto de la energía potencial eléctrica en el estado fundamental;
- Dos constantes, la constante de Planck reducida o constante de Dirac y la constante de la ley de Coulomb.

## Unidades fundamentales
| Magnitud                           | Nombre                      | Símbolo                                | Valor (unidades del SI)    | Escala de Unidades de Planck |
| ---------------------------------- | --------------------------- | -------------------------------------- | -------------------------- | ---------------------------- |
| longitud                           | Radio de Bohr               | {\displaystyle a_{0}}                  | 5,291 772 0859(36)×10-11 m | 10-35 m                      |
| masa                               | masa en reposo del electrón | {\displaystyle m_{e}}                  | 9,109 3826(16)×10-31 kg    | 10-8 kg                      |
| carga                              | carga elemental             | e                                      | 1,602 176 53(14)×10-19 C   | 10-18 C                      |
| momento angular                    | constante de Planck         | {\displaystyle \hbar =h/2\pi }         | 1,054 571 68(18)×10-34 J s | (igual)                      |
| energía                            | energía de Hartree          | {\displaystyle E_{h}}                  | 4,359 744 17(75)×10-18 J   | 109 J                        |
| constante de fuerza electrostática | constante de Coulomb        | {\displaystyle 1/(4\pi \epsilon _{0}}) | 8.987 742 438×109 C-2 N m² | (igual)                      |

Estas seis unidades no son independientes; para normalizarlas simultáneamente a 1, es suficiente con normalizar cuatro de ellas a 1. La normalización de la energía de Hartree y de la constante de Coulomb, por ejemplo, son una consecuencia de normalizar las otras cuatro magnitudes.

## Análisis dimensional
Para comprobar, por ejemplo, cómo la normalización de la energía de Hartree y del Radio de Bohr son consecuencia de normalizar la masa y carga del electrón y las constantes de Planck y de Coulomb, podemos utilizar el análisis dimensional. Así, si consideramos las dimensiones del operador energía cinética en unidades del Sistema Internacional, tenemos que el Hartree se puede expresar como: 

{\displaystyle E_{h}={{\hbar ^{2}} \over {m_{e}a_{0}^{2}}}}

Análogamente, si consideramos las dimensiones del operador energía potencial, tendremos:

{\displaystyle E_{h}={1 \over {4\pi \epsilon _{0}}}{{e^{2}} \over {a_{0}}}},

Si igualamos ambas expresiones, podemos obtener la relación del Bohr con las otras cuatro unidades:

{\displaystyle a_{0}={{4\pi \epsilon _{0}} \over {e^{2}}}{{\hbar ^{2}} \over {m_{e}}}}.

Por último, sustituyendo {\displaystyle a_{0}} en cualquiera de las expresiones de {\displaystyle E_{h}}, se obtiene la definición del Hartree en términos de las constantes fundamentales:

{\displaystyle E_{h}={1 \over {(4\pi \epsilon _{0})^{2}}}{{m_{e}e^{4}} \over {\hbar ^{2}}}}.

## Algunas unidades derivadas
| Magnitud    | Expresión                                    | Valor (unidades del SI)       | Escala de Unidades de Planck |
| ----------- | -------------------------------------------- | ----------------------------- | ---------------------------- |
| tiempo      | {\displaystyle {\frac {\hbar }{E_{h}}}}      | 2.418 884 326 505(16)×10-17 s | 10-43 s                      |
| velocidad   | {\displaystyle {\frac {a_{0}E_{h}}{\hbar }}} | 2.187 691 2633(73)×106 m s-1  | 108 m s-1                    |
| fuerza      | {\displaystyle {\frac {E_{h}}{a_{o}}}}       | 8.238 7225(14)×10-8 N         | 1044 N                       |
| corriente   | {\displaystyle {\frac {eE_{h}}{\hbar }}}     | 6.623 617 82(57)×10-3 A       | 1026 A                       |
| temperatura | {\displaystyle {\frac {E_{h}}{k_{B}}}}       | 3.157 7464(55)×105 K          | 1032 K                       |
| presión     | {\displaystyle {\frac {E_{h}}{{a_{o}}^{3}}}} | 2.942 1912(19)×1013 N m-2     | 10114 Pa                     |

## Comparación con las unidades de Planck
Tanto las unidades de Planck como las unidades atómicas derivan de algunas propiedades fundamentales del mundo físico, libres de consideraciones antropocéntricas.
Para facilitar la comparación entre los dos sistemas de unidades, las tablas anteriores muestran los órdenes de magnitud, en unidades del SI, de la unidad de Planck correspondiente a cada unidad atómica. Generalmente, cuando una unidad atómica es "grande" en términos del SI, la coorespondiente unidad de Planck es "pequeña", y viceversa. Conviene tener en cuenta que las unidades atómicas se han diseñado para cálculos a escala atómica en el Universo actual, mientras que las Unidades de Planck son más adecuadas para la gravedad cuántica y la cosmología del Universo primitivo.
Tanto las "unidades atómicas" como las unidades de Planck normalizan la constante de Dirac a 1. Más aún, las unidades de Planck normalizan a 1 las dos constantes de la relatividad general y cosmología: la constante gravitacional G y la velocidad de la luz en el vacío c. Si denotamos por α la constante de estructura fina, el valor de c en unidades atómicas es α-1 ≈ 137.036.
Las unidades atómicas, por el contrario, normalizan a 1 la masa y carga del electrón, y a0, el radio de Bohr del átomo de hidrógeno. Normalizar a0 a 1 implica normalizar la constante de Rydberg, R∞, a 4π/α = 4πc. Dado en unidades atómicas, el magnetón de Bohr sería μB=1/2, mientras que el correspondiente valor en unidades de Planck es e/2me. Finalmente, las unidades atómicas normalizan a 1 la unidad de energía atómica, mientras que las unidades de Planck normalizan a 1 la constante de Boltzmann k, que relaciona energía y temperatura.

## Mecánica y electrodinámica cuánticas simplificadas
La ecuación de Schrödinger dependiente del tiempo (no-relativista) para un electrón en unidades del Sistema Internacional es
{\displaystyle -{\frac {\hbar ^{2}}{2m_{e}}}\nabla ^{2}\psi (\mathbf {r} ,t)+V(\mathbf {r} )\psi (\mathbf {r} ,t)=i\hbar {\frac {\partial }{\partial t}}\psi (\mathbf {r} ,t)}.
La misma ecuación en unidades atómicas es
{\displaystyle -{\frac {1}{2}}\nabla ^{2}\psi (\mathbf {r} ,t)+V(\mathbf {r} )\psi (\mathbf {r} ,t)=i{\frac {\partial }{\partial t}}\psi (\mathbf {r} ,t)}.
Para el caso especial de un electrón en torno a un protón, el Hamiltoniano en unidades del Sistema Internacional es
{\displaystyle {\hat {H}}=-{{{\hbar ^{2}} \over {2m_{e}}}\nabla ^{2}}-{1 \over {4\pi \epsilon _{0}}}{{e^{2}} \over {r}}},
mientras que en unidades atómicas esta ecuación se transforma en
{\displaystyle {\hat {H}}=-{{{1} \over {2}}\nabla ^{2}}-{{1} \over {r}}}.
Por último, las ecuaciones de Maxwell toman la siguiente forma elegante cuando se expresan en unidades atómicas:
{\displaystyle \nabla \cdot \mathbf {E} =4\pi \rho }
{\displaystyle \nabla \cdot \mathbf {B} =0}
{\displaystyle \nabla \times \mathbf {E} =-\alpha {\frac {\partial \mathbf {B} }{\partial t}}}
{\displaystyle \nabla \times \mathbf {B} =\alpha \left({\frac {\partial \mathbf {E} }{\partial t}}+4\pi \mathbf {J} \right)}
(Realmente hay una ambigüedad a la hora de definir las unidades atómicas del campo magnético. Las ecuaciones de Maxwell anteriores utilizan la convención "Gaussiana", en la que una onda plana tiene un campo eléctrico y magnético de igual magnitud. En la convención de la "fuerza de Lorentz", el factor α se incluye en B.)